# ポートランド (重巡洋艦)
ポートランド (USS Portland, CA-33) は、アメリカ海軍の重巡洋艦。ポートランド級重巡洋艦のネームシップ。艦名はメイン州ポートランドに因む。

## 艦歴
「ポートランド」の建造は1929年2月13日に認可された。マサチューセッツ州クインシーのベスレヘム・スチールで建造。1930年2月17日に起工し、1932年5月21日にラルフ・D・ブルックス夫人によって進水、1933年2月23日に艦長H. F. リアリー大佐の指揮下で就役した。ロンドン海軍条約の規定により、大日本帝国にも竣工が通知された。
「ポートランド」は同年4月1日にボストンを出港し、4月3日にニューヨーク州グレーヴズエンド湾に到着する。翌晩、飛行船アクロン (USS Akron, ZRS-4) が海上に墜落したとの知らせを受け、「ポートランド」はその36分後に出航、現場に到着した最初の艦艇となり、救助および探索を開始した。この事故で航空局長であるウィリアム・A・モフェット提督を含む73名が死亡した。
「ポートランド」は1935年10月2日にカリフォルニア州サンディエゴを出航し、フランクリン・ルーズベルト大統領が乗艦した重巡「ヒューストン (USS Houston, CA-30) 」に続いた。パナマといくつかの港を訪問した後、2隻の巡洋艦はサウスカロライナ州チャールストンへ向かい、大統領はここで下艦した。
太平洋艦隊 (United States Pacific Fleet) の演習中、1936年5月20日に初めて赤道を越えた。その後、第二次世界大戦が始まるまで太平洋艦隊隷下の巡洋戦隊の一部として平時訓練と親善訪問を続けた。
修理のために真珠湾に寄港することもあった。太平洋戦争開戦時は、重巡3隻（シカゴ、ポートランド、インディアナポリス）で第4巡洋艦戦隊 (Cruiser Division 4) を編成していた。

### 1942年
日本軍による真珠湾攻撃当日、第12任務部隊（空母「レキシントン」、重巡「シカゴ」「ポートランド」「アストリア」、駆逐艦5隻）は、アメリカ海兵隊の航空機を輸送するためミッドウェー島に向かう途中だったが、南雲機動部隊を捕捉撃滅するため反転してハワイ近海に戻った。またブラウン中将が将旗を掲げる重巡「インディアナポリス（USS Indianapolis, CA-35）」も第12任務部隊に合流した。部隊は索敵をおこないつつ、12月14日真珠湾に帰投した。
1942年初頭、アメリカ海軍は健在の空母を活用して、日本軍の進攻を阻止しようとしていた。だが空母「サラトガ (USS Saratoga, CV-3) 」は1月12日に潜水艦「伊6」に雷撃されて大破した。「ポートランド」は5月まで西海岸、ハワイ、フィジーで作戦活動を行った。南太平洋に進出した「ポートランド」は、フレッチャー提督が率いる第17任務部隊の指揮下にはいり、トーマス・C・キンケイド少将率いる攻撃部隊に所属して、フレッチャー提督旗艦の空母「ヨークタウン (USS Yorktown, CV-5) 」と、フィッチ提督旗艦の空母「レキシントン (USS Lexington, CV-2) 」を護衛した。
この頃、日本軍の南洋部隊（指揮官井上成美中将、第四艦隊司令長官）はパプアニューギニアのポートモレスビー占領を目指してMO作戦を発動し、珊瑚海に展開した。第17任務部隊も珊瑚海に進出し、日本軍と激突する。これが珊瑚海海戦である（珊瑚海海戦、両軍戦闘序列）。
5月7日、クレース少将が率いるクレース部隊が日本軍輸送船団撃滅のため分離したので、アメリカ空母機動部隊の護衛艦艇はさらに減ってしまった。
5月8日の戦闘で、日本軍のMO機動部隊に所属する第五航空戦隊より69機の攻撃隊が発進し、第17任務部隊に攻撃をおこなう。

「ポートランド」を含め、各艦は空母2隻を守りきれなかった。アメリカ側は5月7日にタンカー1隻と駆逐艦1隻が沈没、8日の戦闘で空母「レキシントン」が沈没し、空母「ヨークタウン」が損傷した。「ポートランド」はレキシントン生存者722名を救出した。第17任務部隊は南方へ離脱した。

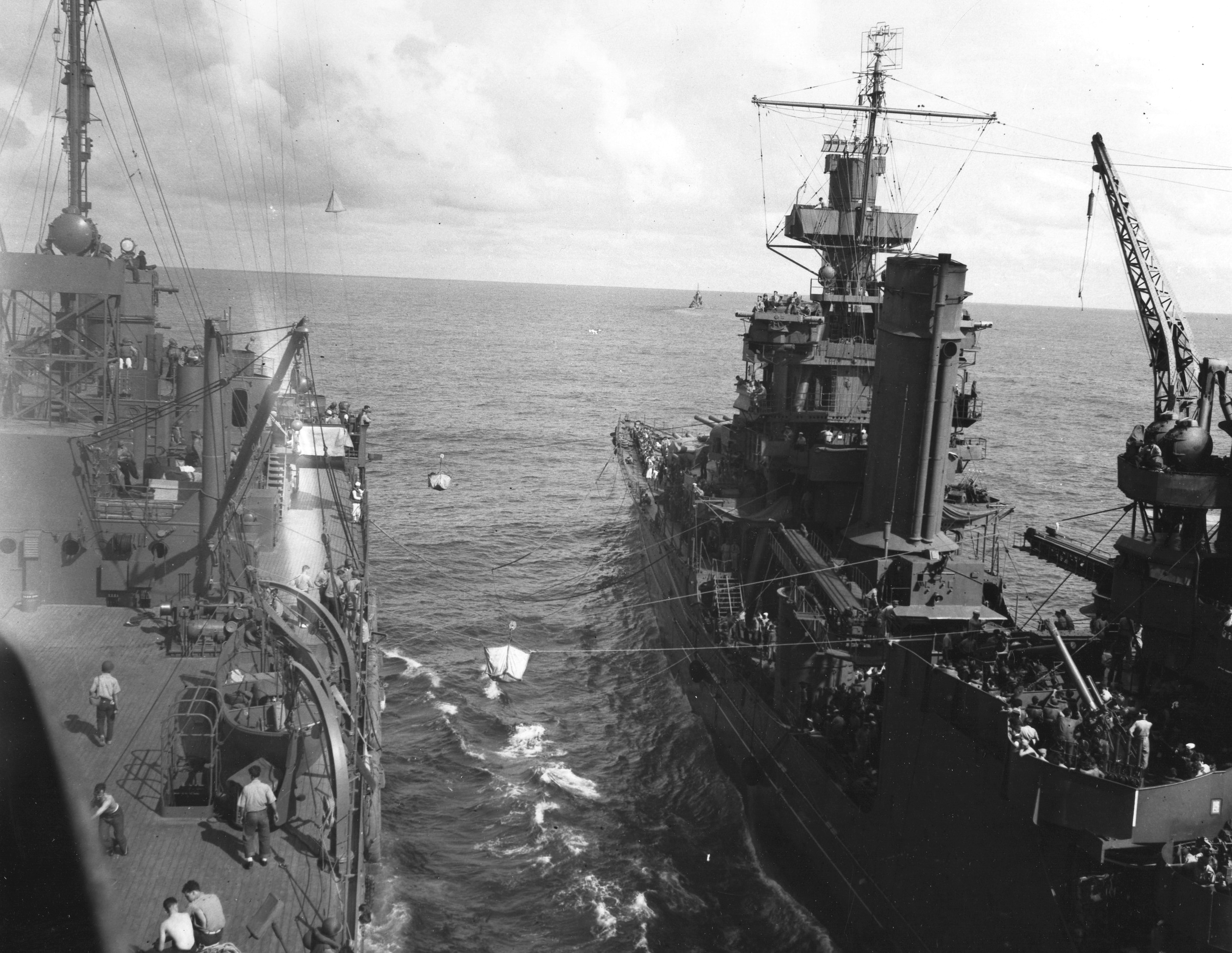
ミッドウェー海戦で撃沈された空母「ヨークタウン」の生存者を潜水母艦「フルトン」に移乗させる「ポートランド」（1942年6月7日）

「ポートランド」は、新艦長ローレンス・T・デュボース大佐を迎えた。5月31日、第17任務部隊は真珠湾を出撃した。続くミッドウェー海戦における重巡2隻（ポートランド、アストリア）はひきつづきフレッチャー提督が率いる第17任務部隊に所属し、空母「ヨークタウン」の護衛をおこなった。本作戦には空母2隻（エンタープライズ、ホーネット）を基幹とする第16任務部隊（司令官スプルーアンス提督）が参加し、先任のフレッチャー提督が空母3隻を指揮した（ミッドウェー海戦、戦闘序列）。
日本時間6月5日（連合軍時間6月4日）の戦闘で、まず日本側主力空母3隻が被弾炎上すると、第二航空戦隊司令官山口多聞少将は唯一健在の空母「飛龍」から攻撃隊を発進させた
第17任務部隊（空母「ヨークタウン」、重巡「アストリア」「ポートランド」、駆逐艦部隊）は輪形陣を形成し、重巡2隻は空母の斜め前両舷に配置されていた。アメリカ側はF4F戦闘機と各艦の対空砲火で九九式艦上爆撃機多数を撃墜したが、「ヨークタウン」に爆弾3発が命中した。フレッチャー提督は旗艦を「アストリア」に変更した。「ポートランド」は空母の曳航を命じられたが、応急修理が成功して行動可能になったので、曳航はとりやめられた。
しばらくすると友永丈市大尉が率いる飛龍第二次攻撃隊（零戦6、艦攻10）が出現し、第17任務部隊を攻撃する。「アストリア」と「ポートランド」は、第16任務部隊から派遣された4隻（重巡「ペサンコーラ」「ヴィンセンス」、駆逐艦「ベンハム」「バルチ」）と共に、速力20ノット程度の「ヨークタウン」を護衛した。F4Fの邀撃や対空砲火で友永機をふくめ艦攻5機と零戦3機を撃墜したが、空母に魚雷2本が命中した。

「ヨークタウン」は放棄され、乗組員は護衛艦艇に移乗した。「ポートランド」をふくめ護衛艦艇各艦は第16任務部隊に合流した。このあと、潜水艦「伊168」の雷撃で「ヨークタウン」と駆逐艦「ハムマン (USS Hammann, DD-412) 」が沈没した。
ミッドウェー海戦の勝利後、「ポートランド」は新鋭戦艦「ノースカロライナ (USS North Carolina, BB-55) 」および新型軽巡「アトランタ (USS Atlanta, CL-51) 」と共に第16任務部隊（司令官キンケイド少将）に配備され、空母「エンタープライズ (USS Enterprise, CV-6) 」を護衛する。フレッチャー中将率いる第61任務部隊には、空母3隻（サラトガ、エンタープライズ、ワスプ）が所属していた。8月7日から9日にかけて、第61任務部隊はソロモン諸島のガダルカナル島とツラギ島に上陸する海兵隊の支援を行う（ウォッチタワー作戦、連合軍戦闘序列）。

その後、第61任務部隊は同海域に留まり連合軍の補給線の防衛任務に従事した（第一次ソロモン海戦）。
8月23日から25日にかけて行われた第二次ソロモン海戦（連合軍呼称、東ソロモン海戦。両軍戦闘序列）では、連合軍は第18任務部隊（空母「ワスプ」基幹）を燃料補給のため後退されており、第17任務部隊（空母「ホーネット」基幹）も真珠湾を出撃したばかりで間に合わなかった。フレッチャー提督は手持ち空母2隻で日本艦隊を迎え撃った。艦上機と基地航空隊の空襲により空母「龍驤」と輸送船「金龍丸」および駆逐艦「睦月」を撃沈し、日本軍のガダルカナル島への増援を阻止することに成功した。

日本側も第一航空戦隊（翔鶴、瑞鶴）から九九式艦爆を基幹とする攻撃隊を送り込む。第11任務部隊（旗艦「サラトガ」）が日本艦隊と距離をとったので、第16任務部隊（エンタープライズ、ノースカロライナ、ポートランド、アトランタ、駆逐艦隊）が一航戦攻撃隊の矢面にたった。F4Fの邀撃に加えて、直衛艦は対空砲火で九九艦爆を次々に撃墜した。

だが、翔鶴艦爆隊が弾幕を突破して「エンタープライズ」に爆弾3発を命中させ、数発の至近弾を与えた。後退を余儀なくされ、エンタープライズ艦所属機はガダルカナル島ヘンダーソン基地に配備された。修理のため「エンタープライズ」は戦線を離脱し、9月10日真珠湾に到着した。
その後「ポートランド」は一旦引き返し、部隊に再合流するため新鋭軽巡「サンフアン (USS San Juan, CL-54) 」を伴って南太平洋に向かった。
その途中の10月15日、マーロン・S・ティスデール少将指揮下の「ポートランド」と「サンフアン」はタラワ南方を通過中、砲撃訓練を兼ねてタラワ近海の日本軍艦艇を襲撃する。日本軍タラワ守備隊は接近する「ポートランド」を味方輸送船と勘違いしており、砲撃開始直前にようやく異変に気付いた。測量艦「筑紫」に至っては、発砲されるまでポートランドを戦艦「武蔵」と思っていたという。「ポートランド」は、まずタラワ在泊の測量艦「筑紫」に対して艦砲射撃を行い、次いでタラワに入港しつつあった特設巡洋艦「浮島丸」（大阪商船、4,730トン）、特設給糧艦「日立丸」（日産汽船、6,540トン）、駆逐艦「夕凪」（第29駆逐隊）に対して砲撃を行った。さらにSOC水上観測機を発進させ、着弾観測や小型爆弾による空襲を実施させた。「ポートランド」の砲撃や空襲により、「筑紫」の内火艇が沈没した他、「日立丸」便乗者に死傷者が出た。タラワでは艦砲射撃がはじまると共に、同島守備隊の横須賀鎮守府第六特別陸戦隊が民間人抑留者を含む捕虜22名を処刑してしまった。『戦史叢書62巻』では「横六特司令は、この米巡洋艦の来襲を、当時各島掃蕩の際、捕えた捕虜の奪還の前兆と判断していた。」と記述している。
約30分間の艦砲射撃後、「ポートランド」はタラワ島の目前で水上偵察機を回収し、同島から離れていった。
「ポートランド」はタラワのほかアベママ、マイアナの両環礁に対しても砲撃を行い、「サンフアン」も赤道以南のギルバート諸島内を遊弋する。日本軍の特設監視艇2隻が配備点で「敵巡洋艦と交戦」を報告したあと行方不明となった。日本側は反撃のため九七式大艇と一式陸攻を繰り出したが、アメリカ巡洋艦2隻は立ち去った後だった。
10月26日の南太平洋海戦（連合軍呼称、サンタクルーズ諸島沖海戦。両軍戦闘序列）において、戦艦「サウスダコタ （USS South Dakota, BB-57） 」、重巡「ポートランド」、軽巡「サンフアン」はキンケイド提督が指揮する第16任務部隊に所属し、空母「エンタープライズ」を護衛した。10月26日朝、第一航空戦隊（翔鶴、瑞鶴、瑞鳳）第一次攻撃隊の攻撃により、第17任務部隊の空母「ホーネット (USS Hornet, CV-8) 」が戦闘不能となった。つづいて一航戦第二次攻撃隊の攻撃で、「エンタープライズ」に爆弾3発が命中、雷撃により駆逐艦「ポーター (USS Porter, DD-356) 」が沈没、駆逐艦2隻が被弾機に突入された。「ポートランド」には魚雷3本が命中したが、不発であった。
一航戦第二次攻撃隊は空母や戦艦撃沈を報告し、その後も第二航空戦隊攻撃隊や一航戦第三次攻撃隊の空襲があったが、アメリカ側に決定的な損害はなかった。
2週間後、第三次ソロモン海戦に参加する。万全の状態ではなかった「エンタープライズ」は、ハルゼー提督から「ガダルカナル島南方に留まり、ソロモン諸島の北方海面に進出してはならない」と命令されていた。11月12日、ダニエル・J・キャラハン少将とノーマン・スコット少将の巡洋艦と駆逐艦戦隊が護衛するアメリカ軍高速輸送船団（ターナー提督）はガダルカナル島に到着、ルンガ岬沖合で揚陸作業を開始した。連合軍艦隊は一式陸攻による二度の空襲を撃退したが、12日の対空戦闘で旗艦「サンフランシスコ （USS San Francisco, CA-38） 」が小破、同士討ちで駆逐艦「ブキャナン(USS Buchanan, DD-484) 」が損傷、輸送船3隻が小破した。
この時、日本陸軍第38師団のガダルカナル島輸送に関連し、同島のヘンダーソン飛行場に艦砲射撃を実施するため、連合艦隊は第十一戦隊司令官・阿部弘毅少将が指揮する金剛型戦艦2隻を中核とした挺身攻撃隊を送り込んでいた。

アメリカ軍は高速輸送船団を避退させると共に、同部隊を護衛していた巡洋艦戦隊を金剛型戦艦にぶつけた。キャラハン少将の指揮する巡洋艦戦隊（重巡洋艦2隻、軽巡洋艦3隻、駆逐艦8隻）は、不満を抱きながら金剛型戦艦に立ち向かった。これが第三次ソロモン海戦の第一夜戦である。アメリカ側の問題は、旧式のSCレーダーを乗せた重巡「サンフランシスコ」と軽巡「アトランタ」が二人の将官の旗艦であり、最新のSGレーダーを装備した巡洋艦3隻（ポートランド、ヘレナ、ジュノー）が単縦陣の後方に配置されていたことだった。
11月13日午前0時頃よりはじまった夜戦は大乱戦となり、「停電した酒場の乱闘」と化した。1時58分、「ポートランド」は右舷に魚雷の直撃を受ける。スクリュー2本を損傷し舵は5度右に傾いた。また3番砲塔の揚弾筒が損傷し砲塔は旋回不能となった。舵の損傷はバラスト調整による角度修正で補われたが、航行要員の補充は行えず、艦は右方向への旋回を余儀なくされた。1度目の旋回が終わろうとするとき、戦艦「比叡」が炎上する他の艦の炎によって照らされる。「ポートランド」は前方の砲塔で射撃を行った。「比叡」も応射したものの命中することはなく、「ポートランド」は8インチ砲4門による一斉射撃で更に直撃弾を与えた。
日米双方とも大損害を受けたあと健在艦や行動可能艦は撤退を開始、アメリカ側艦隊も動けるものは撤収し、行動不能になった「ポートランド」と「アトランタ」などが戦場に残された。
午前6時30分、依然旋回中であった「ポートランド」は、サボ島の南で損傷した時雨級駆逐艦1隻を発見した。「ポートランド」は放棄された駆逐艦「夕立」（第2駆逐隊） の船体に対して6マイルの距離から砲撃を行う。駆逐艦「五月雨」（第2駆逐隊）は夕立乗組員を収容したあと同艦自沈処分のため現場に留まっていたが、敵重巡洋艦の接近を見て戦場を離脱していった。6度目の一斉射撃の後、爆発がおこり、「夕立」は沈没した。このときサボ島周辺で舵復旧につとめていた「比叡」は、ルンガ方面距離約24Kmに損傷巡洋艦を発見した。後部主砲で、この巡洋艦を砲撃した。「比叡」の砲撃は命中しなかった。
「比叡」は自沈に追い込まれたが、「ポートランド」はアイアンボトムサウンドからの離脱に成功した。上陸用舟艇および港内哨戒艇、タグボートの支援を受け、11月14日にツラギ島に停泊した。続いてオーストラリアのシドニーに曳航され応急修理が施される。サモアおよび真珠湾を経由して、1943年3月3日にメア・アイランド海軍造船所に到着した。デュボース艦長は少将に昇進し、「ポートランド」に別れを告げた。

### 1943 - 1944年

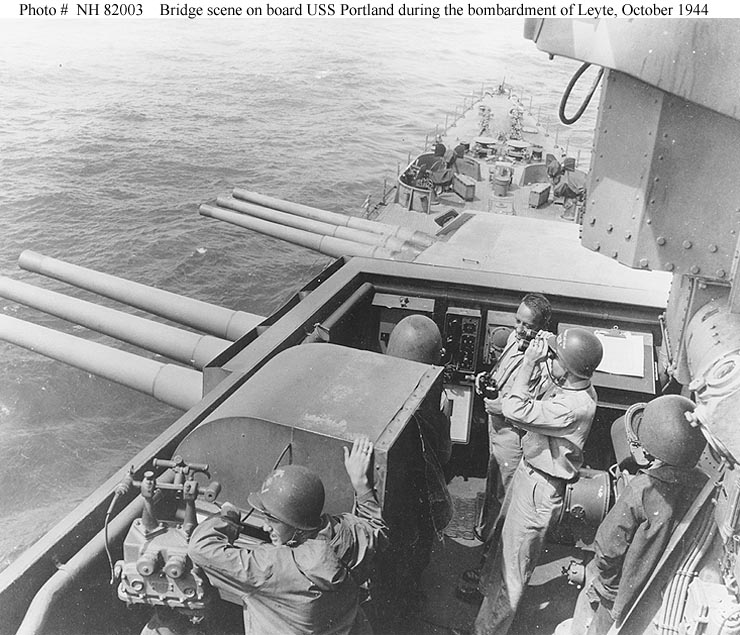
レイテ島を砲撃する「ポートランド」

「ポートランド」は南部カリフォルニア水域で運用訓練を行った後、5月後半にアリューシャン列島に向けて出航し、6月11日に到着した。アッツ島攻略作戦でアッツ島を占領した連合軍は、つづいてキスカ島の攻略を目指した。7月になると、ロバート・C・ギッフェン少将が指揮する巡洋艦と駆逐艦がキスカ島に対する艦砲射撃をおこなった。7月22日、ギッフェン少将の艦隊（重巡3、軽巡1、駆逐艦5）とグリフィン少将の艦隊（戦艦2、重巡1）は陸軍基地航空隊と共にキスカ島を攻撃した。7月23日（日本時間7月24日）、アメリカ軍のカタリナ飛行艇がアッツ島南西200海里の地点で7隻の船をレーダーで捕捉し、キンケイド提督はこれを日本軍増援輸送船団と判断し、隷下のギッフェン少将とグリフィン少将の艦隊に対処を命じた。7月26日、日本側の撤収部隊は濃霧に起因する多重衝突事故の対応に追われていて、キスカ島突入どころではなかった。一方のアメリカ側は、暗号解読などで7月26日もしくは27日に日本艦隊がキスカ島に出現すると判断していた。7月26日0時7分以降、戦艦2隻（ミシシッピー、アイダホ）、重巡洋艦（ポートランド、ウィチタ、サンフランシスコ）と護衛の駆逐艦で行動中、戦艦や巡洋艦はレーダーで「敵艦隊」を捉え、約30分間にわたり砲撃をおこなった（ピップスの戦い）。弾薬と燃料が不足したので、アメリカ艦隊は撤収した。警戒のため駆逐艦1隻（ハル）が配備された。この間隙をぬって第一水雷戦隊司令官・木村昌福少将が率いる撤収部隊が突入し、7月29日に日本守備隊を収容して島を去った。
8月になり、ロックウェル提督が率いる上陸作戦部隊は、チャールズ・H・コレット少将が指揮下する約37,000名の上陸部隊を乗せてアダック島を出撃した。「ポートランド」を含め戦艦や巡洋艦を含むアメリカ艦隊が、上陸作戦を支援する。8月15日夜明け前、アメリカ艦隊はキスカ島に艦砲射撃を浴びせ、上陸作戦がはじまった。既述のように日本軍はキスカ島から撤退していたので、上陸作戦は完全な空振りに終わった。8月17日、「ポートランド」は小キスカ島への偵察上陸部隊に対する支援射撃を行った。戦場を離脱し、9月23日に真珠湾に到着、10月初めにサンフランシスコに帰還する。その後10月半ばに再び真珠湾に到着した。
1943年11月から1944年2月まで「ポートランド」はギルバート・マーシャル諸島の戦いに参加した。その後3月30日、4月1日にパラオ、ヤップ、ウルシー環礁、ウォレアイ環礁に対する空母攻撃部隊の護衛を行った。続いて空母部隊と共にホーランディア、タナメラへの上陸支援を4月21日から24日にかけて行う。その後トラック島攻撃部隊の一部として、他の5隻の巡洋艦、駆逐艦と共に北方に向かい、「ポートランド」はサタワン環礁への砲撃を行った。
一連の任務が完了すると「ポートランド」はオーバーホールのためメア・アイランド海軍造船所へ向かう。オーバーホール後戦線復帰すると9月12日から14日にかけてペリリュー島への上陸前艦砲射撃を行った。上陸作戦は9月15日に始まり、本艦は5日間にわたって支援射撃を行い、日本軍の拠点を破壊した。ポートランドは9月29日までペリリューで艦砲射撃を行い、その後マヌス島のゼーアドラー湾に向かった。
続いてフィリピンへの攻撃部隊に加わった「ポートランド」は、10月17日にレイテ島に到着、翌日レイテ湾入りした。上陸前艦砲射撃を行い、日本軍の抵抗を撃退した。
10月24日から25日にかけて行われたレイテ沖海戦は太平洋戦争における最大規模の海戦となった。「ポートランド」は、第7艦隊司令長官キンケイド中将が指揮する第77任務部隊(Task　Force 77) に所属し、火力支援を担当する第77任務部隊第2群（指揮官ジェシー・B・オルデンドルフ少将）として行動する（レイテ沖海戦、両軍戦闘序列）。
10月25日未明のスリガオ海峡海戦では、第二戦隊司令官・西村祥治中将率いる日本艦隊（第一遊撃部隊第三部隊、通称「西村部隊」または「西村艦隊」）と、第77任務部隊の砲雷撃戦が繰り広げられた。海峡を交差した第77任務部隊は、丁字戦法で西村部隊に集中砲火を浴びせた。
砲撃と魚雷の集中攻撃を浴びて戦艦「山城」は沈没、西村中将は戦死した。重巡「最上」と駆逐艦「時雨」は損傷しながら戦場を離脱し、第77任務部隊の同士討ちで駆逐艦「アルバート・W・グラント (USS Albert W. Grant, DD-649) 」が損傷した。巡洋艦3隻（ルイビル、ポートランド、デンバー）は「最上」を追いかけて砲撃を浴びせたが、とどめをさせずに振り切られた。第77任務部隊の他の軽巡と駆逐艦は、海峡に取り残されていた駆逐艦「朝雲」を袋叩きにして沈めた。

### 1945年

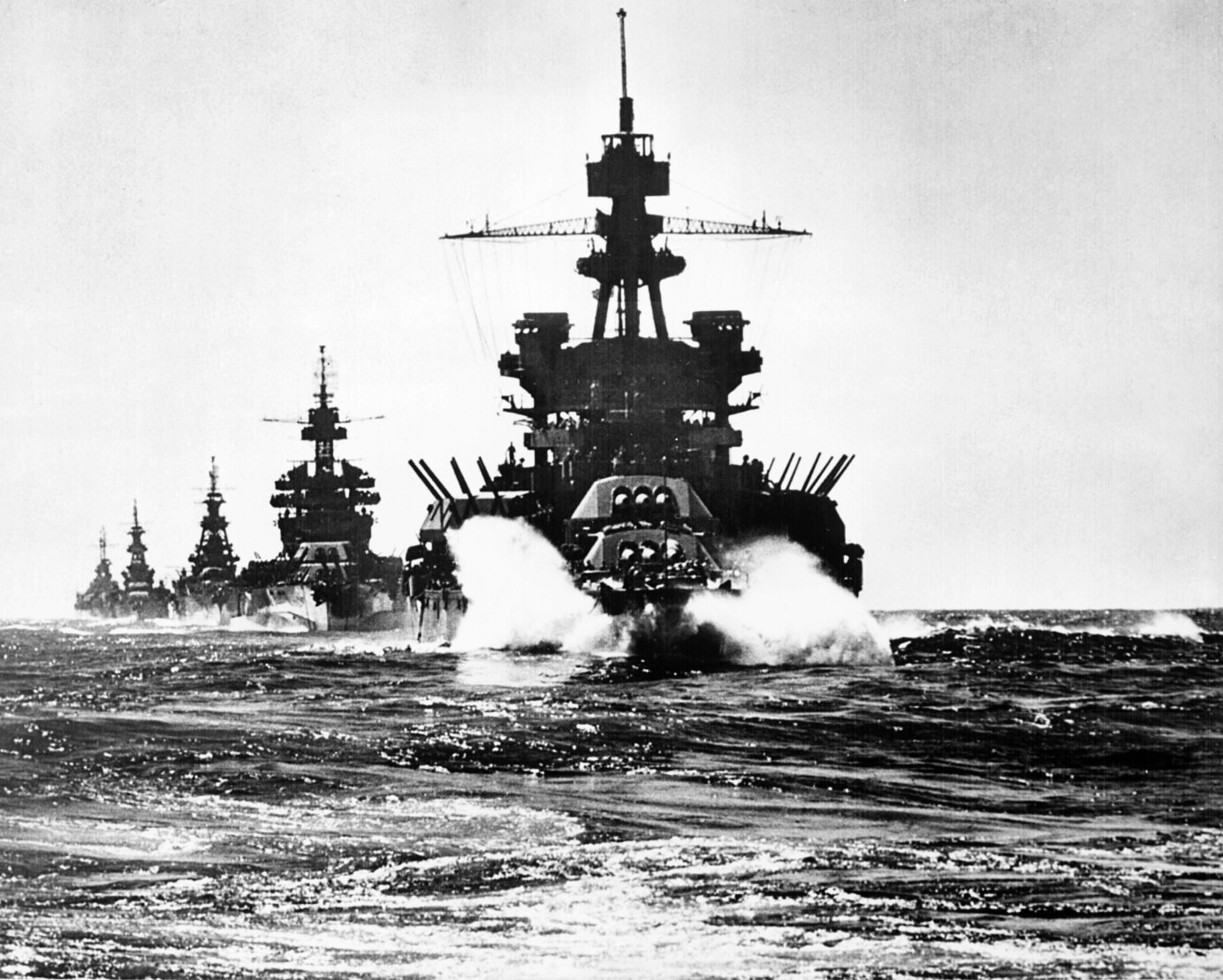
戦艦「ペンシルベニア」と、後続の「コロラド」「ルイビル」「ポートランド」、軽巡洋艦「コロンビア」（1945年1月）

1945年1月3日から3月1日まで、「ポートランド」はリンガエン湾、コレヒドールでの戦いに参加した。1月5日にリンガエン湾沖に到着、ボリナオ岬へ砲撃を行い、同日湾内に入ると東岸部への砲撃を開始した。しかし日本軍による激しい特攻が始まり、砲撃は直ちに中止された。リンガエン湾を巡る上陸作戦で、1月5日に駆逐艦「樅」が、7日に駆逐艦「檜」が沈没した。
「ポートランド」は2月15日にマニラ湾に入り、コレヒドール島南岸に対して上陸前の砲撃を始める。その後3月1日にレイテ湾に帰還し、5ヶ月ぶりの修理および補給に入る。
沖縄戦では、第5艦隊 (Fifth Fleet) 隷下の第54任務部隊（指揮官モートン・デヨ少将）第4群（指揮官マコーミック少将）に所属していた。
3月26日から4月20日まで沖縄戦での支援作戦に従事した「ポートランド」は、24回の敵の攻撃を受け、敵機4機を撃墜、2機の破壊を支援した。5月8日から沖縄に対する砲撃および占領支援を行い、6月17日に維持作業のためレイテ島に向かう。8月6日に中城湾に到着すると維持作業および訓練を開始する。
8月15日に日本は降伏し、「ポートランド」はジョージ・D・マレー中将の旗艦となる。「ポートランド」はトラック島に向かい、ここでニミッツ提督の代理となるマレー中将が日本軍の降伏調印文書を受理した。
「ポートランド」は9月21日に真珠湾を訪れ、9月24日まで停泊した。真珠湾では600名の帰還兵を乗艦させた。10月8日にパナマ運河を通過、10月27日にメイン州ポートランドで海軍記念日の記念式典に参加する。1946年3月11日にフィラデルフィア海軍造船所に入り、不活性化および予備役艦隊への配属が行われた。1946年7月12日にフィラデルフィアで退役し、1959年3月1日に除籍された。1959年10月6日にニューヨークのユニオン・ミネラルズ・アンド・アロイ社に売却され、1961年から1962年にかけてフロリダ州パナマシティのウェインライト造船所で解体された。
「ポートランド」は第二次世界大戦の戦功で16個の従軍星章を受章した。